# Angelique Vergeer
Angelique Vergeer (ur. 8 kwietnia 1988 w Holandii) – holenderska siatkarka, grająca jako przyjmująca. Obecnie występuje w drużynie VC Weert.